# Blumenhagen (Schwedt)
Blumenhagen è una frazione della città tedesca di Schwedt/Oder.